# Мурзинка (Восточно-Казахстанская область)
Мурзинка (каз. Мурзинка) — исчезнувшее село в Катон-Карагайском районе Восточно-Казахстанской области Казахстана.

## Географическое положение
Располагалось в 11 км к северо-западу от села Ушбулак (Черемошка), на левом берегу реки Черемошка в месте впадения в неё р. Сохатинка.

## Население
На карте 1961 г. в Мурзинке значится 15 жителей.